# فرخ‌لقا بابان
فرخ‌لقا بابان بانوی سیاستمدار ایرانی و نماینده مجلس شورای ملی بود.
فرخ‌لقا بابان دارای مدرک دیپلم از دانشسرای مقدماتی بود. وی نماینده دوره بیست و چهارم (از ۱۳۵۴ ه.ش. تا ۱۳۵۷ ه.ش.) مجلس شورای ملی ایران از حوزه حوزه انتخابی شهر سنندج بود. بانو بابان عضو حزب رستاخیز ایران بود وی در میان هیئت ۵۵ نفره اجرایی حزب بود. پس از انقلاب اسلامی، اموالش توسط دولت جمهوری اسلامی تصرف شد.